# 852 Wladilena
852 Wladilena eller A916 GM är en asteroid i huvudbältet, som upptäcktes 2 april 1916 av den sovjetiske astronomen Sergej Beljavskij vid Simeizobservatoriet på Krim. Den har fått sitt namn efter den ryske kommunist ledaren Vladimir Lenin.
Asteroiden har en diameter på ungefär 26 kilometer och den tillhör asteroidgruppen Phocaea.